# Polittico di Santa Maria Annunziata
Il Polittico di Santa Maria Annunziata  è un dipinto olio su tavola di Francesco Rizzo da Santacroce commissionato per la chiesa di Santa Maria Annunziata di Serina. Delle cinque tavole che componevano l'opera sono conservate solo due: la Pietà con san Giovanni evangelista e san Pietro mentre le altre sono andate perdute.

## Storia
Gli ultimi decenni del XV secolo e i primi del XVI secolo, grazie alla dominazione veneziana del territorio di Bergamo e della sua provincia, molti valligiani sia della val Brembana che della val Seriana che vivevano in situazione di povertà, si sportarono a cercare fortuna a Venezia e dopo aver trovato una certa agiatezza commissionare ai tanti pittori presenti in terra veneziana opere di pregio che dovevano abbellire le chiese d'origine. Questi lavori formarono le opere dette tesori dei migranti. Era questo non sono un fatto devozionale, ma anche la conferma di aver raggiunto un'ottima posizione sociale. Se la val Seriana è stata influenzata da artisti vicini ai Vivarini, quella Brembana da quelli vicini al Bellini. Vi furono anche molti artisti valligiani che si spostarono a Venezia in cerca di fortuna aprendo botteghe, collaborando con gli artisti lagunari e diventando famosi molto più fuori dalla terra d'origine. Francesco Rizzo da Santacroce originario di San Pellegrino Terme risulta facente parte di questa categoria e presente a Venezia dal 1505, e attivo nella bottega di Francesco di Simone.
Il dipinto fu commissionato da un migrante al Santacroce, si ritiene che l'artista possa aver fatto l'unico ritorno alla sua terra d'origine proprio in occasione di questo lavoro. Il 15 settembre 1517 veniva sottoscritto il contratto per un polittico da realizzarsi entro il maggio dell'anno successivo:
Dalla commissione si apprende che al Rizzo fu chiesto di realizzare un trittico che avesse fattura migliore di quello per la chiesa di San Giacomo Maggiore Apostolo e Sant'Alessandro Martire realizzato nel 1507 da Francesco di Simone da Santacroce. Vi era infatti tra le due chiese una certa rivalità che si erano divise solo nel 1449.
Fu pagato 17 ducati e mezzo d'oro nel 1517 e consegnato l'anno successivo.

## Descrizione
Delle cinque tavole che componevano l'intera opera solo due si sono salvate mentre quelle che dovevano raffigurare san Girolamo, santa Maria Maddalena e un san Giovanni Battista sono andate perdute quando il polittico fu smembrato. 
La tavola raffigurante la Pietà con i tre personaggi: Maria, san Giovanni che sorreggono il Cristo deposto dalla croce. Questa tavole presenta molte assonanze con le opere di Giovanni Bellini maestro del Santacroce anche se sono sicuramente di valore artistico inferiore avendo un aspetto piuttosto obsoleto e poco plastico ormai superato. La tavola raffigurante san Pietro ospita un cartellino dove l'artista ha posto la datazione e la firma “Franco Rizo da Santa Crocedepense questa opera- in Venezia 1518”.
Il polittico ospitava la statua della Vergine: Madonna sedente di rilievo indorata, era uso completare le opere su tavola da una statua che indicasse l'intitolazione della chiesa. 
Con le tavole è andata perduta anche la cornice originale. I restauri del Novecento hanno potuto modificare le antiche ripitture del XIX secolo cercando di riportare i colori originali del Santacroce.